# Rychvaldský dub
Rychvaldský dub je památný dub letní (Quercus robur L.) u města Rychvald v okrese Karviná v Moravskoslezském kraji. Geograficky se nachází v geomorfologickém celku nížiny Ostravská pánev a v Horním Slezsku.

## Další informace
Rychvaldský dub se nachází na kraji lesa u louky blízko přírodní rezervace Skučák. Dle:
| Výška stromu                 | 25 m (dle údajů z roku 1990)            |
| Obvod kmene ve výčetní výšce | 3,95 m (dle údajů z roku 1990)          |
| Ochranné pásmo:              | vyhlášené - svislý průměr koruny stromu |
| Datum prvního vyhlášení      | 1. června 1990                          |
| číslo parcely                | 975                                     |

## Galerie

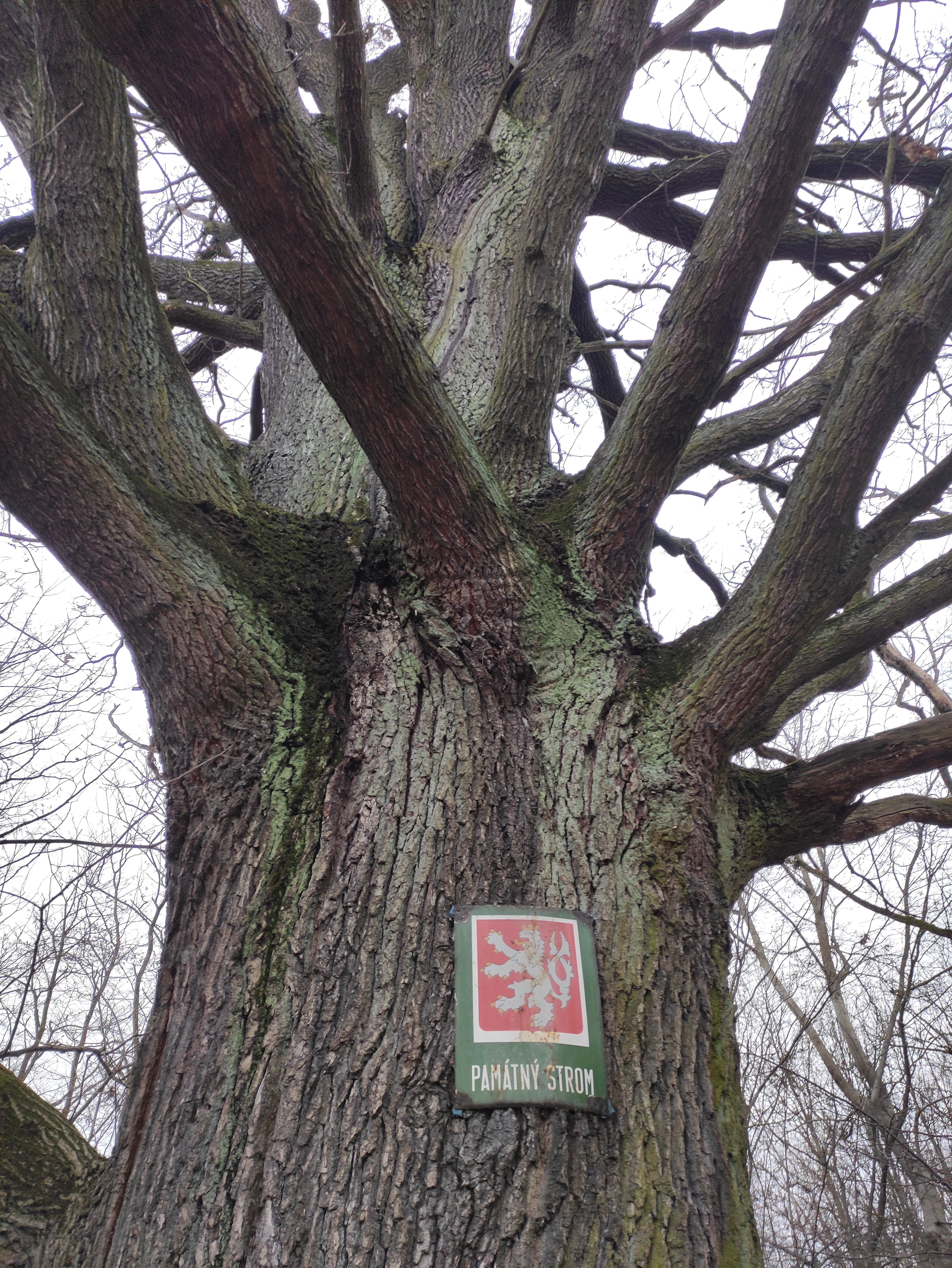
Kmen s informačním panelem
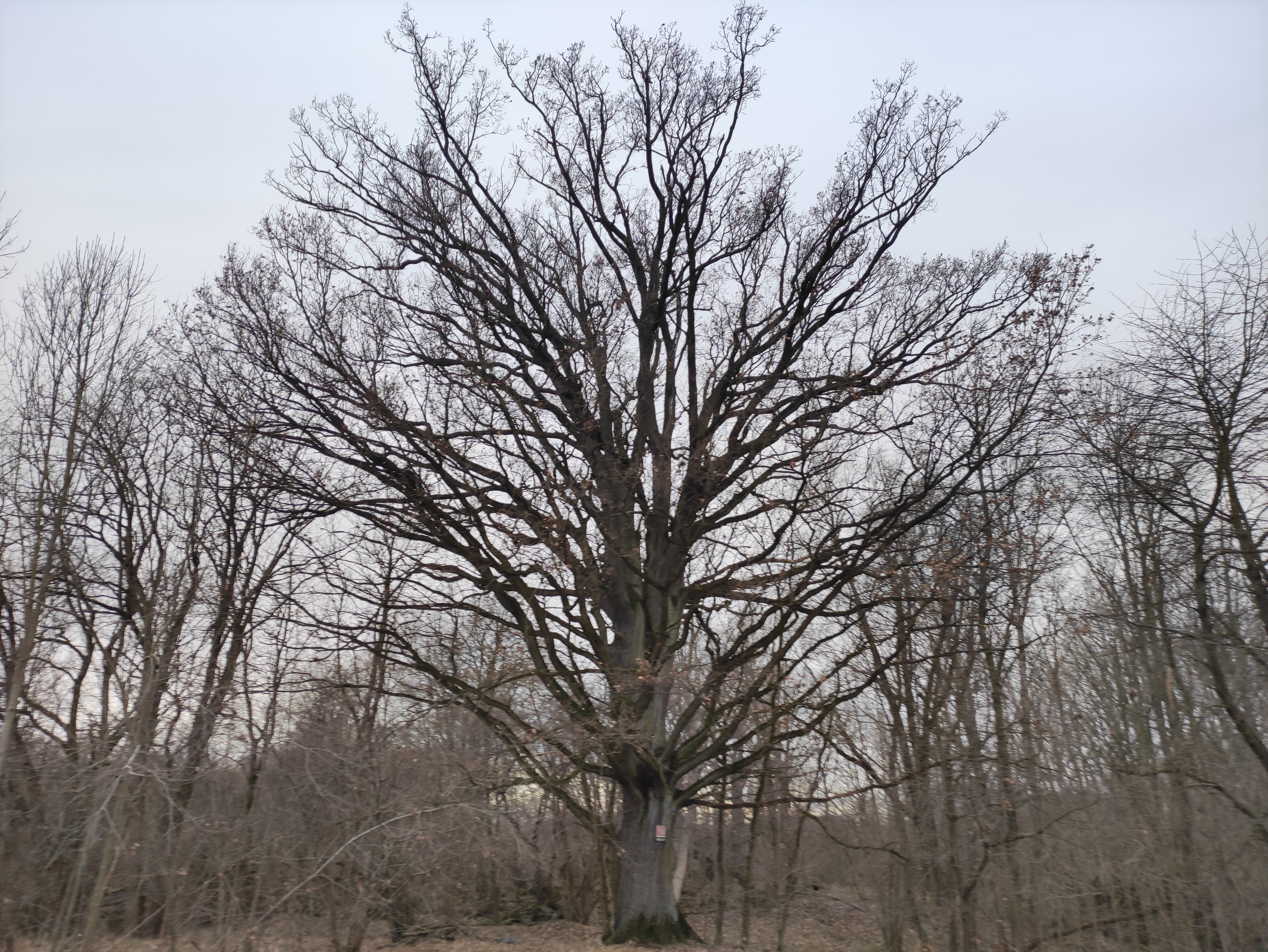
Pohled na celý strom